# Thamnochortus spiciger
Thamnochortus spiciger là một loài thực vật có hoa trong họ Restionaceae. Loài này được (Thunb.) Spreng. miêu tả khoa học đầu tiên năm 1824.